# Oulches-la-Vallée-Foulon
Oulches-la-Vallée-Foulon är en kommun i departementet Aisne i regionen Hauts-de-France i norra Frankrike. Kommunen ligger  i kantonen Craonne som ligger i arrondissementet Laon. År 2022 hade Oulches-la-Vallée-Foulon 82 invånare.

## Befolkningsutveckling
Antalet invånare i kommunen Oulches-la-Vallée-Foulon
Referens: INSEE